# 塩見啓一
塩見 啓一（しおみ けいいち、1959年10月3日 - ）は、日本のCBCテレビに在職するアナウンサー。

## 来歴
京都府福知山市出身。同志社大学在学中は喜劇研究会（メンバーの一員に1学年後輩にあたる俳優の生瀬勝久がいた）及びプロレス研究会に所属。また、その頃に朝日放送制作の恋愛バラエティ番組で人気のあった『ラブアタック!』に出演した経験がある。
1984年に中部日本放送へ入社。以来、バラエティ番組とスポーツ番組を担当。スポーツは、野球（地元プロ野球球団・中日ドラゴンズ戦）をはじめ、ボクシングやラグビーなどの実況を担当。1994年に行われたWBC世界バンタム級王座統一戦の実況は全国ネットされ、東海地方の視聴率は52.2%を記録した。
2004年10月16日放送のプロ野球日本シリーズの中日ドラゴンズ対西武ライオンズの第1戦のテレビ実況中に体調不良を訴えて途中降板し、久野誠が代行した（同年の日本シリーズ第7戦も塩見がテレビの実況をする予定だったが、体調面を考慮して水分貴雅に変更になった）。また、実現はしなかったが、2006年の日本シリーズ・中日対北海道日本ハムファイターズでも第7戦が行われた場合は塩見が実況を担当する予定になっていた。
2008年7月1日よりアナウンス部部長。2012年7月1日付の人事異動に伴い、アナウンス部を離れ、スポーツ部長となった。
2014年4月1日、中部日本放送の持株会社化に伴い、CBCテレビへ転籍。7月1日、2年ぶりにアナウンス部へ復帰。専任局次長兼任という形でアナウンス職へ復帰した。
2019年10月に正社員定年を迎えたが、再雇用で引き続きCBCアナウンサーとして活動する。同局内の野球中継番組のページにはプロフィール写真が載っていない為、地上波中継ではなくJ SPORTS 2中継のCBC制作分で実況を担当している。2024年10月には再雇用から5年が経過したが、10月29日にXのアナウンス部公式アカウントで雇用延長を発表した。

## 人物
フリートーク中は「ホントに」が口癖である。
山下智久主演のプロボクシング映画『あしたのジョー』で山下演じる「矢吹丈」対伊勢谷友介演じる「力石徹」の試合の実況アナウンサー役として出演していた（他にもTBS系列のアナウンサーで毎日放送の河田直也、RKB毎日放送の櫻井浩二が出演していた）。
アナウンス部長時代はテレビ・ラジオの出演がかなり減少して、テレビでは中日クラウンズのリポーターとその期間の『花咲かタイムズ』での中継出演のみでそのことを「年に1回テレビに出る」と自らネタにしていた。一方、ラジオでは『つボイノリオの聞けば聞くほど』の代理出演や朗読番組の『ことばのたまてばこ』（現在は『ことばのおもちゃばこ』）に年に何度か出演する程度となっていた。同時にスポーツ実況も担当しなくなっていたが、2011年7月に西村俊仁が人事異動でアナウンス部からスポーツ部に移ったため、その穴埋めとしてラジオニュースやスポーツ中継の出演頻度が増加していた。2014年のアナウンス部の復帰以降、不定期にスポーツ中継のリポーターを担当していたが、2015年5月27日の中日対ソフトバンクのJ SPORTS向け中継で実況を担当し、2011年10月7日（中日対巨人、BS-TBS・TBSチャンネル向け）以来の3年7ヶ月ぶりの野球実況となった。
夫人は元CBCアナウンサーの桐生郁子。3人娘の父親でありケーキ作りが趣味であるがために、毎年、娘たちにバースデーケーキを作り、CBCが運営している魅惑のアナウンス室blogでも手作りケーキを写真付きで公開していた。

## 出演番組
- ニュース（ラジオorテレビ）

### ラジオ
- 多田しげおの気分爽快!!朝からP・O・N（2022年7月～12月）金曜日のコーナー「スイーツ塩見のあまーいお話」で出演
- 久野誠のドラゴンズワールド
- つボイノリオの聞けば聞くほど（2009年5月27日から6月19日、パーソナリティ・つボイノリオ病気療養のための代理出演。以降もつボイの不在時には代理でたびたび登場している）[11]
- 塩見・高田のバリSPO
- Walk on SATURDAY 塩見啓一のそれもありだよね

### スポーツ中継（ラジオorテレビ）
- サンデー競馬中継 みんなの競馬（ラジオ。中京競馬場における中央競馬開催時の実況）
- ボクシング中継（テレビ『SOUL FIGHTING』など）
- プロ野球中継
  - CBCドラゴンズナイター（ラジオ）
  - S☆1 BASEBALL（テレビ）
  - 燃えよドラゴンズ(テレビ､リポーターのみ)
  - J SPORTS STADIUM（J SPORTS、CBCテレビ制作分）
- 全国高校ラグビー大会（テレビ。1990年代中盤 - 2001年度大会。担当期間中に地元・愛知の西陵商業高校日本一に立ち会う）
- ゴルフ中継（テレビ）
- ボウリング中継
  - 『全日本ミックス・ダブルス・ボウリング』（テレビ。1985年9月14日、14:00 - 14:54） - リポーター[12]
  - 『第10回全日本ミックスダブルスボウリング』（テレビ。1985年8月16日、25:25 - 26:20） - リポーター[13]
- モータースポーツ中継
  - 『'87鈴鹿8時間耐久オートバイレース』（テレビ。1987年8月8日、14:00 - 15:24） - リポーター[14]

#### 代表的なスポーツ実況
- プロボクシング（テレビ）
  - WBA世界バンタム級タイトルマッチ 薬師寺保栄対ホセフィノ・スアレス（1994年4月16日、16:00 - 17:24）[15]
  - WBC世界バンタム級タイトルマッチ 薬師寺保栄対辺丁一（1994年7月31日、16:00 - 17:24）[16]
  - WBC世界バンタム級王座統一戦 薬師寺保栄対辰吉丈一郎（1994年12月4日、19:30 - 20:54。JNN全国ネット）[17]
  - WBC世界バンタム級タイトルマッチ 薬師寺保栄対クアテモク・ゴメス（1995年4月2日、19:30 - 20:54）[18]
  - WBC世界バンタム級タイトルマッチ 薬師寺保栄対ウェイン・マッカラー（1995年7月30日、19:30 - 20:54）[19]
  - WBA世界ミニマム級暫定王座決定戦 安倍悟対ジョマ・ガンボア（1999年12月4日、28:04 - 29:58） - リポーター[20]
- プロ野球（テレビ）
  - 1999年の日本シリーズ第3戦 中日ドラゴンズ対福岡ダイエーホークス（JNN全国ネット）
  - 2004年の日本シリーズ第1戦 中日ドラゴンズ対西武ライオンズ（JNN全国ネット・BS-i[21]。前述のように体調不良で途中交代）

### テレビ
- チャント!（2025年6月4日・7月31日）「60代コンビでおじさんぽ」- リポーター（重盛啓之アナと出演）[22]

### アニメ
- ミケの町詣（2022年、2023年）[23] - 井坂恭蔵 役

## 参考資料
- TBS50年史（2002年1月、東京放送編・発行）…国立国会図書館サーチの書誌情報
  - 付録DVD-ROM『ハイブリッド検索編』
    - テレビ番組データベース
- 12球団全選手カラー百科名鑑2005（『ホームラン』2005年3月号増刊。2005年3月31日、日本スポーツ出版社発行）
- プロ野球コンプリート選手名鑑2011年度版（『三才ムック』vol.。2011年2月26日発売・3月30日発行、三才ブックス）ISBN 9784861993312
- 各種外部リンク